# Wydawnictwo a5

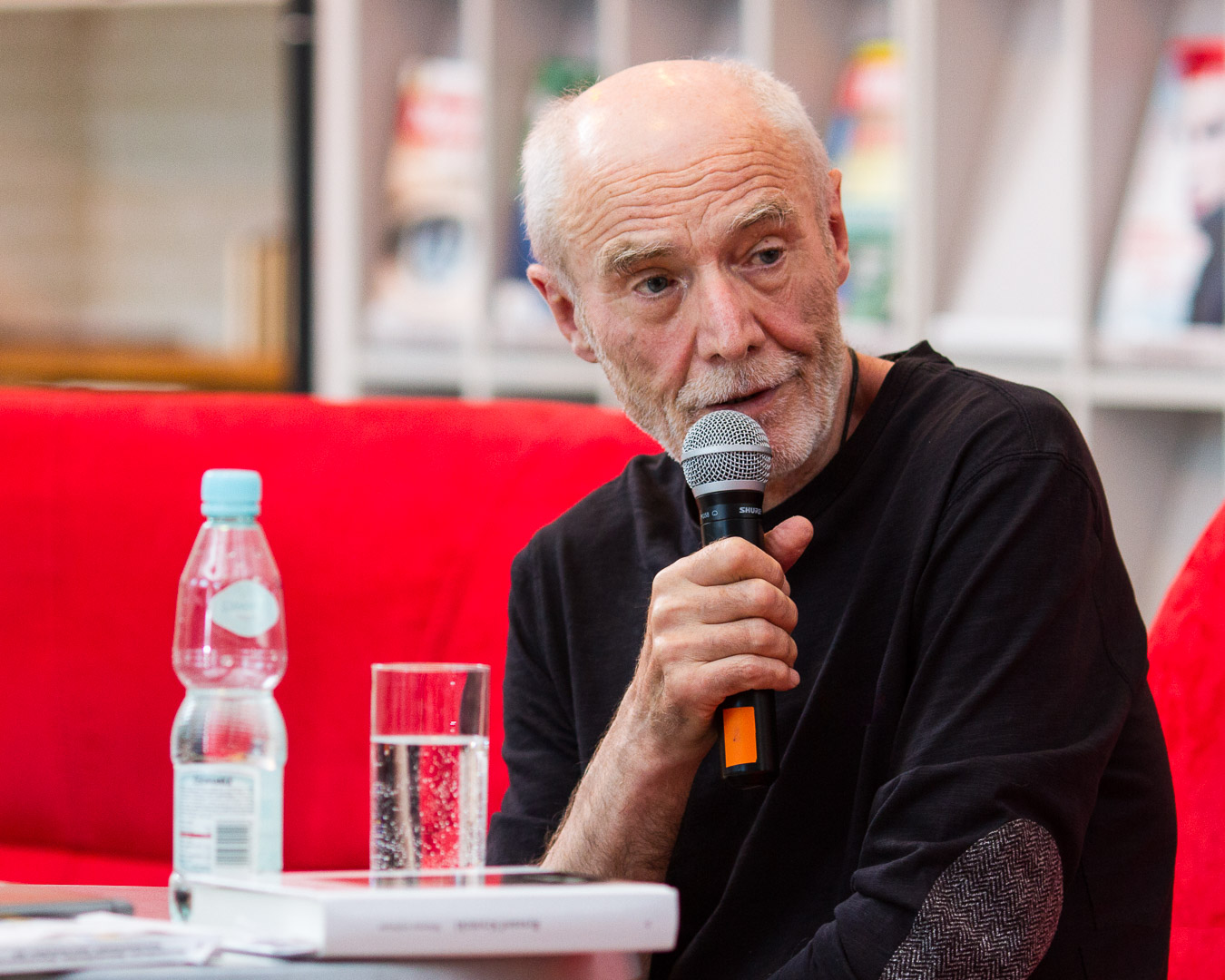
Współzałożyciel wydawnictwa Ryszard Krynicki w 2015 roku

Wydawnictwo a5 – autorskie wydawnictwo literackie założone w 1989 roku przez Krystynę i Ryszarda Krynickich.
Wydawnictwo publikuje przede wszystkim współczesną poezję, a także eseistykę i prozę polską. Wśród autorów Wydawnictwa a5 są Wisława Szymborska, Zbigniew Herbert, Hanna Krall, James Merrill, Stanisław Barańczak, Adam Zagajewski, Ewa Lipska i Marcin Świetlicki. W roku 1998 siedzibę wydawnictwa przeniesiono z Poznania do Krakowa.
Najważniejszą serią wydawnictwa jest Biblioteka poetycka pod redakcją Ryszarda Krynickiego, w której ukazały się 123 tomy. W serii tej, poza pojedynczymi tomami (np. Dwukropek Szymborskiej, Anteny Zagajewskiego), znajdują się również wybory wierszy i wiersze zebrane (np. Stanisław Barańczak Wiersze zebrane, Zbigniew Herbert 89 wierszy) oraz przekłady poezji obcej (np. Fioletowa krowa wybór angielskiej poezji humorystycznej w przekładzie Barańczaka, pierwszy w Polsce wybór wierszy Nelly Sachs).
Książki tego wydawnictwa są nominowane do nagród i nagradzane. Do najważniejszych osiągnięć można zaliczyć uhonorowanie nagrodą Nike (Chirurgiczna precyzja Stanisława Barańczaka za rok 1999, Dwukropek Wisławy Szymborskiej - Nike Czytelników 2006) oraz Nagrodą Kościelskich (Czarny kwadrat Tadeusza Dąbrowskiego, nominowany do Nike 2010).